# 王宮跳棋
王宮跳棋（King's Court），是Christopher Wroth在1989年推出的兩人跳棋。

## 棋具
- 8*8菱格棋盤，以45度斜放，中間4*4棋格區域稱為王宮。
- 跳棋棋子，每方四十八枚。

## 規則
- 初始佈置時雙方所有棋子交叉排列放在王宮外的區域。

- 每回合玩家需操作一枚己棋進行以下兩種行動之一：
  - 跳行：跳過鄰角格的任何方棋落到同方向的緊連空格，可以連跳過任何數量、陣營的棋子。跳完後，將被跳過的敵棋一同移出棋盤不再使用。
  - 步行：移動一格至空鄰角格。

- 從第三手開始，玩家必須至少有一枚己棋在王宮，否則輸掉遊戲[1]。

## 外部連結
- 遊戲介紹 （页面存档备份，存于）
- 遊戲下載